# Arimbes de l'Epir
Arimbes (en grec antic: Ἀρύμβας o Ἀρύββας) fou rei de l'Epir cap a l'any 360 aC i fins al 342 aC i per segona vegada del 323 aC al 322 aC.
Era fill d'Àlcetes I rei dels molossos i a la mort del seu pare es va repartir el govern del territori amb el seu germà Neoptòlem I de l'Epir, segons Pausànies. Quan el seu germà va morir va quedar com a rei únic. Al començament del seu regnat va fer un tractat amb Filip II de Macedònia, que es va casar amb Olímpies la neboda d'Arimbes l'any 359 aC. El seu nebot Alexandre I de l'Epir (Alexandre Molós) germà d'Olímpies, el va destronar l'any 342 aC.
Alexandre Molós va morir al sud d'Itàlia a Pandòsia el 326 aC i el va succeir el seu fill Neoptòlem II de l'Epir, fins que el 323 aC Arimbes el va apartar del poder. Va morir poc temps després (322 aC) i el va succeir el seu fill Eàcides, pare de Pirros.